# Norvégia az 1928. évi téli olimpiai játékokon
Norvégia a svájci St. Moritzban megrendezett 1928. évi téli olimpiai játékok egyik részt vevő nemzete volt. Az országot az olimpián 5 sportágban 25 sportoló képviselte, akik összesen 15 érmet szereztek.

## Érmesek
| Érem  | Versenyző            | Sportág          | Versenyszám        |
| ----- | -------------------- | ---------------- | ------------------ |
| Arany | Johan Grøttumsbråten | Északi összetett | Egyéni             |
| Arany | Bernt Evensen        | Gyorskorcsolya   | Férfi 500 m        |
| Arany | Ivar Ballangrud      | Gyorskorcsolya   | Férfi 5000 m       |
| Arany | Sonja Henie          | Műkorcsolya      | Női egyéni         |
| Arany | Johan Grøttumsbråten | Sífutás          | Férfi 18 km        |
| Arany | Alf Andersen         | Síugrás          | Egyéni, normálsánc |
| Ezüst | Hans Vinjarengen     | Északi összetett | Egyéni             |
| Ezüst | Bernt Evensen        | Gyorskorcsolya   | Férfi 1500 m       |
| Ezüst | Ole Hegge            | Sífutás          | Férfi 18 km        |
| Ezüst | Sigmund Ruud         | Síugrás          | Egyéni, normálsánc |
| Bronz | John Snersrud        | Északi összetett | Egyéni             |
| Bronz | Roald Larsen         | Gyorskorcsolya   | Férfi 500 m        |
| Bronz | Ivar Ballangrud      | Gyorskorcsolya   | Férfi 1500 m       |
| Bronz | Bernt Evensen        | Gyorskorcsolya   | Férfi 5000 m       |
| Bronz | Reidar Ødegård       | Sífutás          | Férfi 18 km        |

## Északi összetett
| Versenyző            | Sífutás | Sífutás | Sífutás | Síugrás  | Síugrás  | Síugrás | Síugrás | Összesítés | Összesítés |
| Versenyző            | Sífutás | Sífutás | Sífutás | 1. ugrás | 2. ugrás | Össz.   | Össz.   | Összesítés | Összesítés |
| Versenyző            | Idő     | Pont    | Hely.   | Távolság | Távolság | Pont    | Hely.   | Pont       | Helyezés   |
| -------------------- | ------- | ------- | ------- | -------- | -------- | ------- | ------- | ---------- | ---------- |
| Johan Grøttumsbråten | 1:37:01 | 20,000  | 1.      | 49,5     | 56,0     | 15,667  | 8.      | 17,833     |            |
| Ole Kolterud         | 1:50:17 | 13,375  | 7.      | 59,0     | 65,5~    | 12,917  | 18.     | 13,146     | 8.         |
| John Snersrud        | 1:50:51 | 13,125  | 9.      | 60,5     | 52,0     | 16,917  | 3.      | 15,021     |            |
| Hans Vinjarengen     | 1:41:44 | 17,750  | 2.      | 59,5~    | 61,0     | 12,854  | 19.     | 15,302     |            |

~ - az ugrás során elesett

## Gyorskorcsolya
| Versenyző        | Versenyszám | Eredmény | Helyezés |
| ---------------- | ----------- | -------- | -------- |
| Oskar Olsen      | 500 m       | 44,7     | 9.       |
| Haakon Pedersen  | 500 m       | 43,8     | 6.       |
| Bernt Evensen    | 500 m       | 43,4     | *        |
| Bernt Evensen    | 1500 m      | 2:21,9   |          |
| Bernt Evensen    | 5000 m      | 9:01,1   |          |
| Roald Larsen     | 500 m       | 43,6     | **       |
| Roald Larsen     | 1500 m      | 2:25,3   | 4.       |
| Wollert Nygren   | 1500 m      | 2:28,7   | 13.      |
| Ivar Ballangrud  | 1500 m      | 2:22,6   |          |
| Ivar Ballangrud  | 5000 m      | 8:50,5   |          |
| Armand Carlsen   | 5000 m      | 9:01,5   | 5.       |
| Michael Staksrud | 5000 m      | 9:07,3   | 7.       |

* - egy másik versenyzővel azonos eredményt ért el

** - két másik versenyzővel azonos eredményt ért el

## Műkorcsolya
| Versenyző      | Versenyszám | Kötelező elemek   | Kötelező elemek | Kűr               | Kűr   | Összesítés                     | Összesítés                     | Összesítés                     | Összesítés                     | Összesítés                     | Összesítés                     | Összesítés                     | Összesítés        | Összesítés  | Összesítés | Összesítés |
| Versenyző      | Versenyszám | Kötelező elemek   | Kötelező elemek | Kűr               | Kűr   | Helyezési pontszámok bírónként | Helyezési pontszámok bírónként | Helyezési pontszámok bírónként | Helyezési pontszámok bírónként | Helyezési pontszámok bírónként | Helyezési pontszámok bírónként | Helyezési pontszámok bírónként | Több. hely. száma | Hely. össz. | Pont       | Helyezés   |
| Versenyző      | Versenyszám | Több. hely. száma | Hely.           | Több. hely. száma | Hely. | 1                              | 2                              | 3                              | 4                              | 5                              | 6                              | 7                              | Több. hely. száma | Hely. össz. | Pont       | Helyezés   |
| -------------- | ----------- | ----------------- | --------------- | ----------------- | ----- | ------------------------------ | ------------------------------ | ------------------------------ | ------------------------------ | ------------------------------ | ------------------------------ | ------------------------------ | ----------------- | ----------- | ---------- | ---------- |
| Sonja Henie    | Női egyéni  | 6×1+              | 1.              | 5×1+              | 1.    | 1,0                            | 1,0                            | 1,0                            | 1,0                            | 2,0                            | 1,0                            | 1,0                            | 6×1+              | 8,0         | 2452,25    |            |
| Edel Randem    | Női egyéni  | 5×13+             | 13.             | 4×15+             | 15.   | 9,0                            | 13,0                           | 12,0                           | 16,0                           | 14,0                           | 13,0                           | 17,0                           | 4×13+             | 94,0        | 1881,25    | 13.        |
| Karen Simensen | Női egyéni  | 4×13+             | 14.             | 4×16+             | 18.   | 10,0                           | 12,0                           | 17,0                           | 13,0                           | 16,0                           | 17,0                           | 19,0                           | 4×16+             | 104,0       | 1811,75    | 16.        |

## Sífutás
| Versenyző            | Versenyszám | Eredmény      | Helyezés      |
| -------------------- | ----------- | ------------- | ------------- |
| Johan Grøttumsbråten | 18 km       | 1:37:01       |               |
| Hagbart Håkonsen     | 18 km       | 1:41:29       | 5.            |
| Reidar Ødegård       | 18 km       | 1:40:11       |               |
| Ole Hegge            | 18 km       | 1:39:01       |               |
| Ole Hegge            | 50 km       | 5:17:58       | 5.            |
| Olav Kjelbotn        | 50 km       | 5:14:22       | 4.            |
| John Røen            | 50 km       | nem ért célba | nem ért célba |
| Johan Støa           | 50 km       | 5:25:30       | 8.            |

## Síugrás
| Versenyző          | 1. ugrás | 2. ugrás | Összesítés | Összesítés |
| Versenyző          | Távolság | Távolság | Pont       | Helyezés   |
| ------------------ | -------- | -------- | ---------- | ---------- |
| Hans Kleppen       | 56,5~    | 64,5~    | 6,500      | 36.        |
| Jacob Tullin Thams | 56,5     | 73,0     | 12,562     | 28.        |
| Sigmund Ruud       | 57,5     | 62,5     | 18,542     |            |
| Alf Andersen       | 60,0     | 64,0     | 19,208     |            |

~ - az ugrás során elesett